# Jukka Rahja

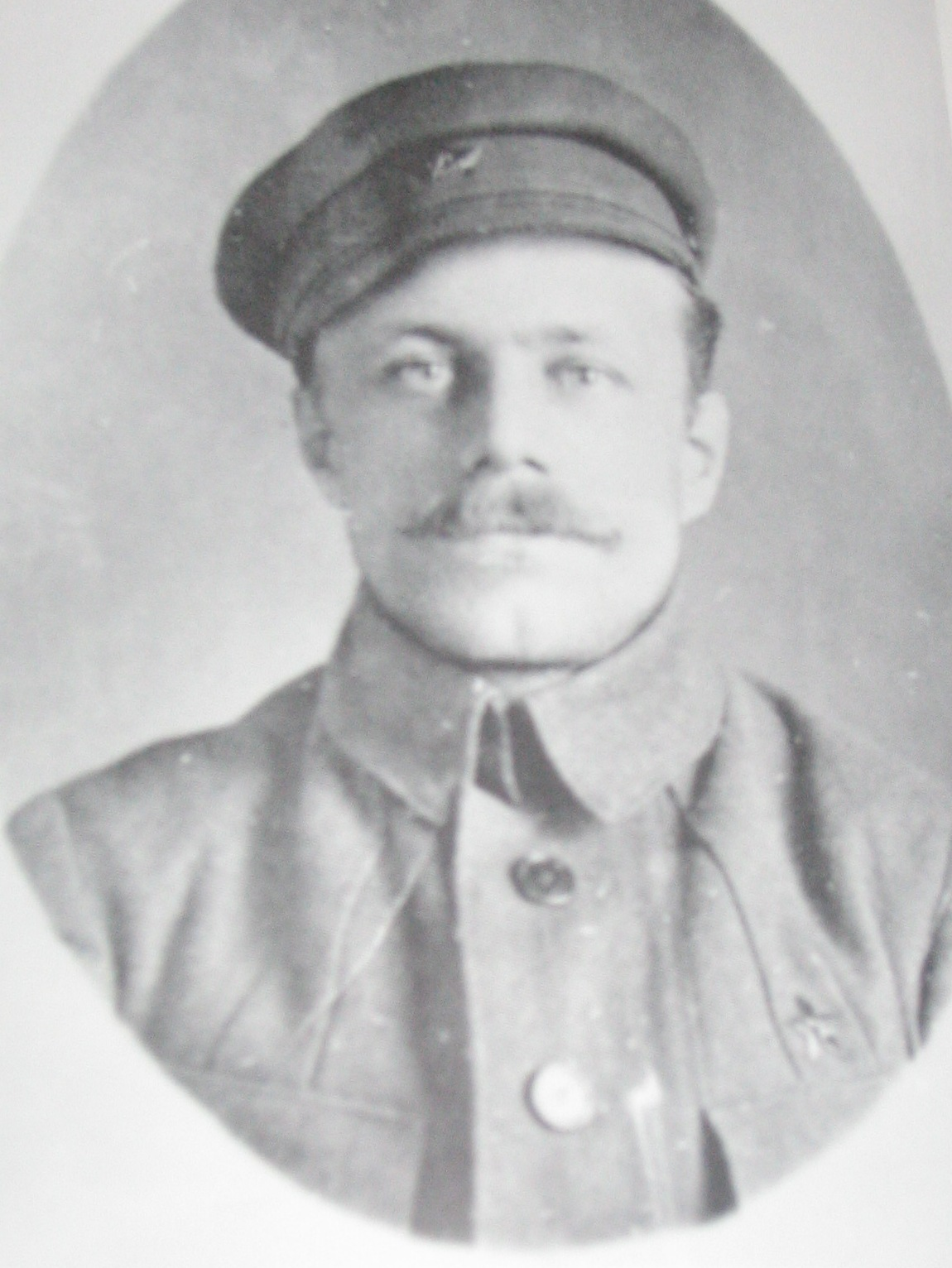
Jukka Rahja

Jukka Rahja (russisch Иван (Юкка) Абрамович Рахья, Iwan Abramowitsch Rachja; * 19. Juli 1887 in Kronstadt; † 31. August 1920 in Petrograd) war ein finnischer Kommunist, der sowohl in der finnischen als auch in der russischen revolutionären Bewegung aktiv war.

## Leben
Rahja entstammte einer Arbeiterfamilie. Sein älterer Bruder Eino Rahja war ebenfalls in der revolutionären Bewegung aktiv. Jukka Rahja war Metallarbeiter und trat 1902 der SDAPR bei. 1905 wurde er Mitglied des Kronstädter Komitees der SDAPR. In der Revolution 1905 war er einer der Führer des Aufstandes der Matrosen und Soldaten. Nach dem Scheitern des Aufstandes flüchtete Rahja nach Finnland. Hier setzte er seine politischen Aktivitäten im Finnischen Sozialdemokratischen Jugendverband (finnisch Suomen sosialidemokraattinen nuorisoliitto) fort. Rahja kehrte 1913 nach Russland zurück und war für die Partei in Sankt Petersburg tätig.
Nach der Februarrevolution 1917 wurde er Mitglied des Petersburger Komitees der SDAPR (Bolschewiki). Er war Delegierter zur VII. Allrussischen Konferenz der SDAPR (B) im April 1917, nahm im August 1917 am VI. Parteitag der SDAPR (B) und im Oktober 1917 an der erweiterten Sitzung des ZK teil, auf der die Resolution zum bewaffneten Aufstand angenommen wurde.
Nach der Oktoberrevolution 1917 wurde Rahja stellvertretender Kommissar für finnische Angelegenheiten. Er gehörte zu den Organisatoren der finnischen Roten Garden. Rahja nahm an der Finnischen Revolution 1918 teil und wurde in den Kämpfen um den Bahnhof in Kämärä schwer verwundet. Am 29. August 1918 gehörte er in Moskau zu den Mitbegründern der Kommunistischen Partei Finnlands und wurde in das Zentralkomitee der Partei gewählt. Er nahm als Delegierter für die KP Finnlands am Gründungskongress (1919) und am II. Weltkongress (1920) der Komintern teil.
Rahja wurde mit sieben weiteren finnischen Kommunisten beim Angriff auf den Kuusinen-Club in Petrograd ermordet.

## Ehrungen

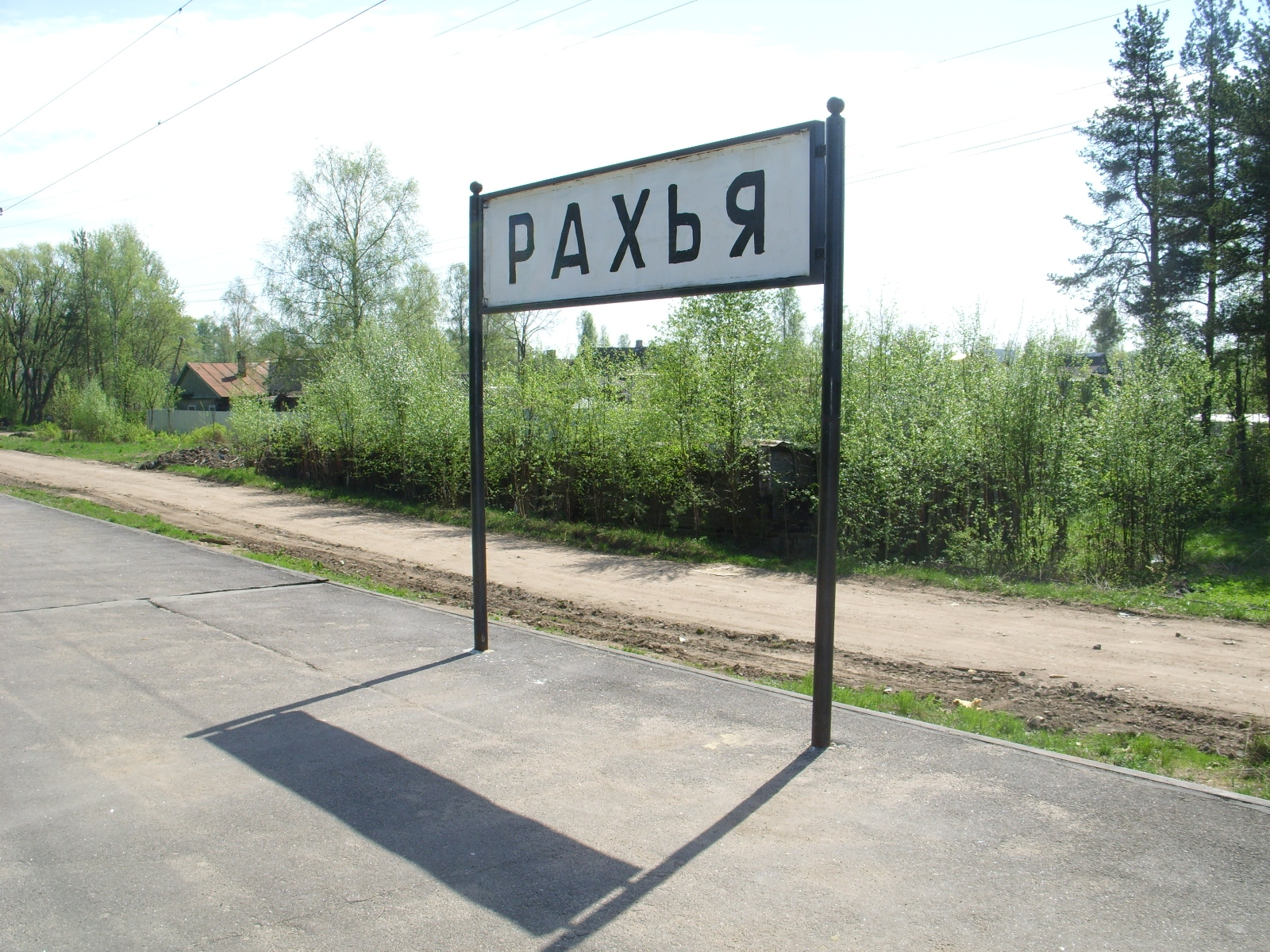
Bahnhof von Rachja

Die Siedlung städtischen Typs Rachja in der Oblast Leningrad ist seit Oktober 1923 nach ihm benannt.